# Ponche de melón de invierno
El ponche de melón de invierno, también llamado té de melón de invierno en Asia Oriental (en chino: 冬瓜茶), es una bebida elaborada a base de melón de invierno y azúcar que se ha hervido durante algún tiempo. Es popular en el este de Asia, especialmente en Taiwán. 

## Preparación
El ponche se prepara pelando, cortando en rodajas y quitando las semillas de un melón de invierno. A continuación, se colocan las rodajas de melón de invierno en agua hirviendo con azúcar moreno o caramelo y se revuelven durante varias horas. La mezcla se filtra con una gasa o colador para eliminar los sedimentos no disueltos, dejando jugo de melón de invierno concentrado que se puede enfriar, almacenar o refrigerar antes de beber. Se puede diluir con ayuda de hielo.
El jugo concentrado de melón de invierno también se puede reducir para formar "dulces de melón de invierno". Después de verter el jugo reducido en una cacerola y dejarlo enfriar, el sólido comúnmente se corta en cubos y se vende. Los cubitos de caramelo de melón de invierno se pueden cocinar en té.
Se elabora una versión sin azúcar del ponche de melón de invierno para personas con problemas renales y diabetes.
Alternativamente, las rodajas de melón de invierno se pueden remojar en lima o hidróxido de calcio para preservar el sabor original del melón endureciendo la pulpa antes de hervir con azúcar, caramelo y agua.

## Variaciones
Hay muchas variaciones de ponche de melón de invierno en todo Taiwán. Se puede agregar jugo de limón y té oolong al ponche de melón de invierno para cambiar su sabor, o se puede agregar alcohol para crear un cóctel . Los vendedores ambulantes también pueden agregar bolas de tapioca, nata de coco o tangyuan al ponche de melón de invierno y venderlo como postre.